# Малютин, Яков Осипович
Яков Осипович Малютин (наст. фамилия — Итин; 4 мая, 1886, Лозовая, Харьковская губерния — 2 ноября 1964, Ленинград) — российский и советский актёр театра и кино, народный артист РСФСР (1947).

## Биография
Яков Малютин (настоящая фамилия Итин) родился 4 мая 1886 года в посёлке Лозовая в еврейской семье, учился в Луганске. Фамилия Малютин была взята, как театральный псевдоним.
Учился в оперном классе Санкт-Петербургской консерватории (1907). Для поступления на императорские театральные курсы, в 1912 году принял православие. В 1915 году окончил Санкт-Петербургское Императорское театральное училище (педагог Ю. М. Юрьев).
С 1911 года был сотрудником Александринского театра (позже Ленинградский театр драмы им. Пушкина), а в 1915 году вошёл в труппу театра. Хорошие внешние данные, музыкальность, пластичность способствовали успеху Малютина в романтических ролях. В то же время актёру была свойственна сатирическая острота, а с годами и психологическая глубина постижения образа.
Умер 2 ноября 1964 года в Ленинграде, похоронен на Большеохтинском кладбище.

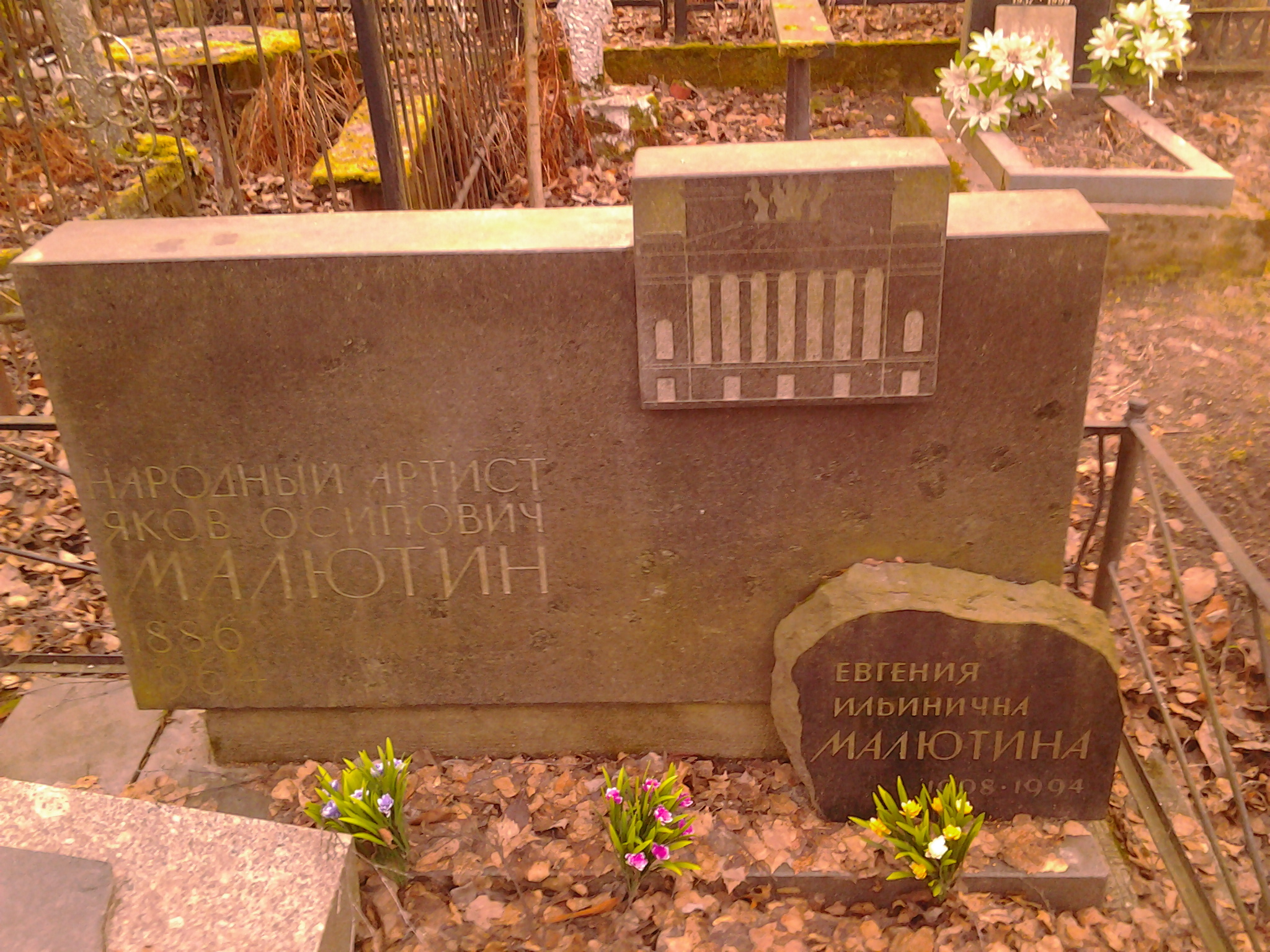
Могила Я. О. Малютина на Большеохтинском кладбище Санкт-Петербурга.

### Семья
- Отец — Иосиф Михайлович Итин (ум. 1926). Родился в м. Ивановка Екатеринославской губернии. Имел небольшой дом в Лозовой, был старшиной в «общественном собрании», занимался театральной деятельностью.
- Мать — Серафима Аркадьевна Гарадецкая (ум. 1930). Родилась в п. Лозовая.
- Сестра — Лидия Осиповна Коган, проживала в Ленинграде.
- Сестра — Эсфирь Осиповна Коварская, проживала в Ленинграде.
- Брат — Леонид Итин, уехал в 1925 в Гамбург в качестве служащего компании Дерутра (совместная советско-немецкая транспортная компания).
- Младший брат — Александр Осипович Итин (ум. 1930), актёр Ленинградского театра драмы им. Пушкина, погиб в автомобильной катастрофе.
- Жена — Евгения Ильинична Малютина (1908 — 1994), урождённая Берковская.
  - Дочь — Ирина Малютина.

## Награды и премии
- Орден Трудового Красного Знамени (11.03.1939).
- Орден Трудового Красного Знамени (21.07.1957).
- Заслуженный артист РСФСР.
- Народный артист РСФСР (1947).

## Работы в театре
- «Горе от ума» А. С. Грибоедова — Чацкий
- «Свадьба Кречинского» А. В. Сухово-Кобылина
- «Смерть Тарелкина» А. В. Сухово-Кобылина
- «Маскарад» М. Ю. Лермонтова — Неизвестный
- «Свои люди — сочтёмся» А. Островского
- «Доходное место» А. Островского — Юсов
- 1916 — «Горе от ума» А. С. Грибоедова — Скалозуб
- 1918 — «Лес» А. Н. Островского — Несчастливцев
- 1920 — «Фауст и город» А. В. Луначарского — Фауст
- 1923 — «Гроза» А. Островского — Дикой
- 1926 — «Виринея» Л. Н. Сейфуллиной и В. П. Правдухина — Магара
- 1926 — «Конец Криворыльска» Б. С. Ромашова — Бергман
- 1927 — «Бронепоезд 14-69» Вс. Иванов — Вершинин
- 1930 — «Ярость» Е. Яновского — Скрыла
- 1931 — «Страх» А. Афиногенова — Бородин
- 1934 — «Бойцы» Б. Ромашова — Ленчицкий-сын
- 1935 — «Пётр Первый» А. Н. Толстого — Пётр I
- 1940 — «Фландрия» («Граф де Ризоор») В. Сарду — герцог Альба
- 1941 — «В степях Украины» А. Корнейчука — Галушка
- 1942 — «Русские люди» К. Симонова — Васин
- 1946 — «Дядя Ваня» А. П. Чехова — профессор Серебряков
- 1946 — «Варвары» М. Горького — Редозубов
- 1951 — «Живой труп» Л. Толстого — князь Абрезков
- 1952 — «На всякого мудреца довольно простоты» А. Островского — Мамаев
- 1954 — «Чайка» А. Чехова — Дорн
- 1956 — «Игрок» по Ф. М. Достоевскому — генерал
- 1957 — «Царь Фёдор Иоаннович» А. К. Толстого — князь Иван Петрович Шуйский
- 1957 — «Грозовой год» А. Я. Каплера
- 1959 — «Всё остается людям» С. И. Алёшина — академик Моргунов
- 1963 — «Перед заходом солнца» Г. Гауптмана — Гейгер
- «Уриель Акоста» К. Гуцкова — Де Сильва
- «Идиот» по Ф. Достоевскому — Рогожин
- «Мещане» М. Горького — Терентьев
- «Без вины виновные» А. Островского — Дудкин
- «На всякого мудреца довольно простоты» А. Островского — Крутицкий

## Фильмография
1. 1923 — Дворец и крепость — царь Александр III
2. 1926 — Степан Халтурин — царь Александр III
3. 1932 — Первый взвод — полковник
4. 1935 — Лунный камень — великий князь
5. 1937 — Пугачёв — Волоцкой
6. 1938 — Профессор Мамлок — полковник
7. 1946 — Давид Гурамишвили — Эрнест-Иоганн Бирон, герцог
8. 1947 — Пирогов — смотритель в госпитале
9. 1949 — Константин Заслонов — Кубэ
10. 1952 — Живой труп — Сергей Дмитриевич Абрезков, князь
11. 1955 — Овод — полковник
12. 1957 — Балтийская слава — Константин Игнатьевич
13. 1963 — Всё остаётся людям — Михаил Борисович Моргунов, академик